# Cyornis tickelliae
A Cyornis tickelliae a madarak (Aves) osztályának a verébalakúak (Passeriformes) rendjébe, ezen belül a légykapófélék (Muscicapidae) családjába tartozó faj.

## Rendszerezése
A fajt Edward Blyth amerikai ornitológus írta le 1843-ban.

## Alfajai
- Cyornis tickelliae indochina Chasen & Kloss, 1928
- Cyornis tickelliae jerdoni Holdsworth, 1872
- Cyornis tickelliae lamprus Oberholser, 1917
- Cyornis tickelliae sumatrensis (Sharpe, 1879)
- Cyornis tickelliae tickelliae Blyth, 1843[2]

## Előfordulása
Banglades, India, Mianmar, Nepál és Srí Lanka területén honos. Természetes élőhelyei a szubtrópusi vagy trópusi száraz erdők és cserjések, tavak, folyók és patakok környéke, valamint ültetvények, szántóföldek és vidéki kertek. Állandó, nem vonuló faj.

## Megjelenése
Testhossza 14–15 centiméter, testtömege 12–18 gramm.

## Életmódja
Valószínűleg gerinctelenekkel táplálkozik.

## Természetvédelmi helyzete
Az elterjedési területe rendkívül nagy, egyedszáma pedig stabil. A Természetvédelmi Világszövetség Vörös listáján nem fenyegetett fajként szerepel.